# نبرد چیکاموگا
نبرد چیکاموگا (انگلیسی: Battle of Chickamauga) نبردی است مربوط به جبهه غربی از دوران جنگ داخلی آمریکا که در ۱۸ تا ۲۰ سپتامبر سال ۱۸۶۳ به وقوع پیوست. نتیجه این درگیری پیروزی ایالات مؤتلفه آمریکا بود.